# Кеженко
Кеженко (пол. Kierzenko, нім. Waldau) — село в Польщі, у гміні Кемпно Кемпінського повіту Великопольського воєводства.
Населення — 103 особи (2011).
У 1975-1998 роках село належало до Каліського воєводства.

## Демографія
Демографічна структура станом на 31 березня 2011 року:
|          | Загалом | Допрацездатний вік | Працездатний вік | Постпрацездатний вік |
| -------- | ------- | ------------------ | ---------------- | -------------------- |
| Чоловіки | 49      | 8                  | 36               | 5                    |
| Жінки    | 54      | 16                 | 30               | 8                    |
| Разом    | 103     | 24                 | 66               | 13                   |